# Catherine Tate
Catherine Tate (nacida Catherine Jane Ford; Bloomsbury, Londres, 5 de diciembre de 1968) es una actriz, escritora y humorista británica. Ha ganado numerosos premios por su trabajo en la serie de sketches cómicos The Catherine Tate Show, y también ha sido nominada a un International Emmy Award y siete Premios BAFTA. 
Tras el éxito de The Catherine Tate Show, Tate interpretó a Donna Noble en el especial de Navidad de 2006 de Doctor Who y después repitió el papel, esta vez de forma regular, al convertirse en la acompañante del Décimo Doctor en la cuarta temporada de la serie en 2008. En 2011, entró con un papel regular como Nellie Bertram en la versión estadounidense de la serie The Office.

## Primeros años y educación
Tate nació en Bloomsbury y fue educada en el Brunswick Centre. Su madre, Josephine, era florista, y Tate ha dicho que el personaje de The Catherine Tate Show, Margaret, que grita con la más pequeña de las molestias, está ampliamente inspirado en Josephine.
Tate nunca conoció a su padre, ya que se marchó cuando era muy pequeña, y de esta forma, fue educada en un entorno predominantemente femenino, criada por su madre, abuela y padrinos. De pequeña, Tate sufrió un trastorno obsesivo-compulsivo centrado en la asociación de palabras. Por ejemplo, Tate no podía dejar un jumper en el suelo, ya que creía que le traería mala suerte a su madre, al empezar las palabras Jumper y Josephine ambas por la letra J.
Asistió a la escuela primaria en la St Joseph's Roman Catholic Primary School, en Holborn y a la Notre Dame High School en Southwark, un convento de escuela secundaria para chicas al sur de Londres. Para cuando era adolescente, ya sabía que quería seguir una carrera profesional en la interpretación, y así a los 16 fue a una escuela salesiana para chicos, donde se estudiaba interpretación. Abandonaría la escuela sin hacer los estudios superiores. Después intentó cuatro años conseguir una plaza en la Central School of Speech and Drama de Londres, consiguiéndolo en la cuarta intentona. Estudió allí tres años, y hasta los 26 vivió entre Holborn y Bloomsbury. Antes de conseguir la plaza, Tate fue al Sylvia Young Theatre School, pero lo dejó tras una semana; "Incluso a esa edad, me di cuenta de que no era Bonnie Langford. Era muy competitivo", declaró.

## Carrera

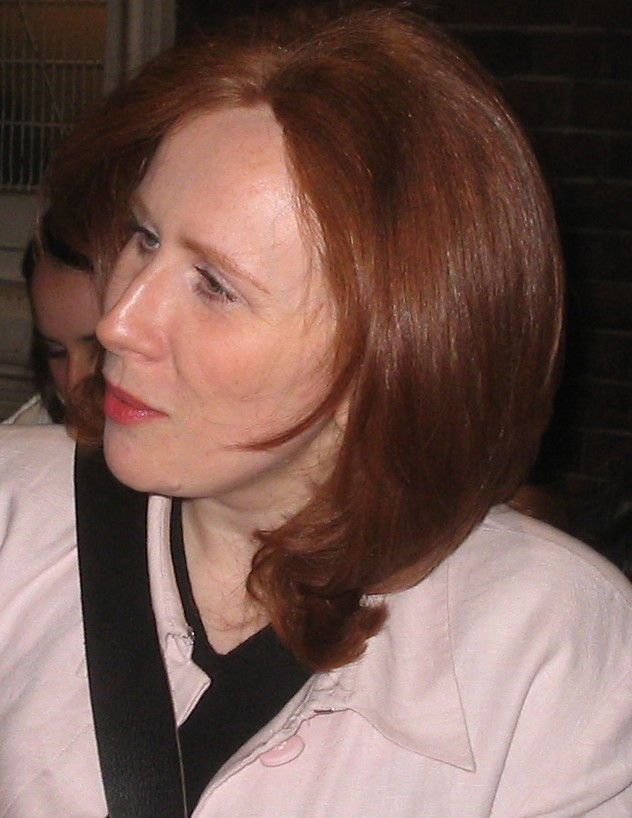
Catherine Tate en 2006

### Comienzos
Tate comenzó su carrera interpretativa en televisión con papeles en series dramáticas como The Bill, y London's Burning. Tate comenzaría a hacer stand-up comedy en 1996, y ha aparecido en series de comedia como The Harry Hill Show, Barking y That Peter Kay Thing o un papel en Men Behaving Badly. Hizo el papel de Kate en el episodio piloto no emitido de la sitcom Not Going Out junto a Lee Mack y Tim Vine. En 1998 escribió y tuvo papeles protagonistas en Barking, un show de sketches en late night emitido en Channel 4, junto a una serie de entonces desconocidas estrellas como David Walliams, Peter Kay y Mackenzie Crook.
Poco después, trabajó en la serie de Lee Mack nominada a un Perrier Comedy Award New Bits, mostrada en el Edinburgh Film Festival en 2000. En 2001, regresó al festival con su propio espectáculo protagonizado por una mujer, al que siguieron papeles en Big Train, Attention Scum y TVGoHome. Cuando la vieron en Edimburgo, le dieron el papel de Angela en la comedia Wild West junto a Dawn French, que comentó "Catherine Tate tiene demasiado talento y debe ser destruida."
Tate también ha trabajado con la Royal Shakespeare Company, y en el Royal National Theatre. Hizo el papel de Smeraldina en una producción de 2000 de A Servant to Two Masters, y otro papel en The Way of the World en el National Theatre.

### 2004-05
En una fiesta tras un espectáculo en el festival de Edimburgo, se le acercó el entonces responsable de comedia de la BBC Geoffrey Perkins, que la animó a que desarrollara algunas ideas para personajes, especialmente que impulsara lazos con la adolescente Laureen Cooper. Siguiendo el consejo de Perkins, tras un espectáculo en directo, Tate encontró que el público abandonaba el recinto repitiendo la coletilla de su personaje Am I bovvered?
Producido por Perkins en Tiger Aspect, Tate recibió su propio programa en BBC Two en 2004, que ella misma co-escribía y protagonizaba junto a Derren Litten, titulado The Catherine Tate Show, y que duró tres temporadas. Dos de los personajes más conocidos del programa son la adolescente Laureen Cooper y Joannie Taylor, su abuela cockney. La inspiración de Tate para la abuela cockney vino de sus visitas casas de gente mayor cuando estaba en la escuela de interpretación. Tate ganó un British Comedy Award a Mejor Revelación en Comedia por su trabajo en la primera temporada de The Catherine Tate Show, y con el éxito de la serie, en marzo de 2005 hizo una aparición como actriz invitada en el Comic Relief benéfico con el personaje de Lauren, junto a la boy-band McFly, que aumentó su exposición mediática.
En noviembre de 2005, Tate apareció en otro sketch benéfico como parte del maratón anual de la BBC Children in Need. El segmento era un crossover entre EastEnders y The Catherine Tate Show, presentando personajes de Eastenders junto al personaje de Lauren de Tate. Además, en esa época, fue una estrella invitada en la 77.ª Royal Variety Performance, otra vez interpretando a Lauren Cooper. Durante el sketch, Tate miró al palco real y preguntó a la reina la frase de su personaje: "Is one bovvered? Is one's face bovvered?". También comentó durante la actuación que el príncipe Felipe se había quedado dormido, algo por lo que él protestaría al productor ejecutivo del espectáculo, diciendo que se había sentido insultado. Tate ganó un British Comedy Award a la mejor actriz británica de comedia por su trabajo en la segunda temporada de The Catherine Tate Show. A finales de 2005, apareció en la adaptación de la BBC de Bleak House.
Tate volvió al escenario por primera vez desde su trabajo con la Royal Shakespeare Company, para hacer un papel en el revival del West End de Some Girl(s) en 2005, junto a Sarah Powell, Lesley Manville, Saffron Burrows y la estrella de Friends David Schwimmer. En una entrevista, Tate comentó que no podía mirar a Schwimmer a los ojos mientras estaba con él, lo que levantó especulaciones de que la pareja no se llevaba bien. Tate desmintió inmediatamente los rumores, y aclaró que estaba bromeando sobre sus intentos de actuar "fría" junto a Schwimmer, a quien describió como "un hombre muy gracioso y agradable, con el que era muy fácil llevarse bien".

### 2006-07
La tercera temporada de The Catherine Tate Show se emitió en 2006, y ganó el Premio Nacional de Televisión a la comedia más popular, votado por el público, y la coletilla de Tate "bovvered", utilizada por su personaje de Lauren Cooper, se hizo tan influyente en la cultura popular que fue nombrada Palabra del Año, e incluso se pidió que entrara en el Oxford English Dictionary. Tate también interpretó el personaje de Donna Noble en Doctor Who, una mujer vestida de novia que aparece de repente en la TARDIS al final del episodio final de la segunda temporada, "Doomsday". En el siguiente episodio, el especial navideño titulado La novia fugitiva, vio el personaje de Tate tomar protagonismo, cuando se convirtió en acompañante temporal del Doctor. Sobre su aparición en la serie, Tate comentó "Es un honor y un placer unirme a David Tennant a bordo de la TARDIS. Iba a hacer una temporada de verano en el teatro Wigan, pero como trabajo de verano, esto vale."
Tate hizo papeles en tres películas de 2006, Starter for 10, Sixy Six, y Scenes of a Sexual Nature. Después apareció en la película Mrs Ratcliffe's Revolution, donde hizo el papel protagonista, y Love and Other Disasters.
En la adaptación televisiva de 2007 de The Bad Mother's Handbook, hizo el papel principal y compartió protagonismo con Anne Reid.
El 16 de marzo de 2007, Tate apareció por segunda vez en el Comic Relief con algunos de sus personajes más conocidos de The Catherine Tate Show. Hizo sketches con David Tennant, Daniel Craig, Lenny Henry y el entonces primer ministro Tony Blair, quien usó la famosa frase "Am I bovvered?" Tate también apareció como Joannie Taylor en un episodio de Deal or No Deal presentado por Noel Edmonds.
Tate se convertiría en patrocinadora del grupo de artes escénicas Theatretrain.

### Finales de 2007-actualidad
A pesar de las especulaciones de que la tercera temporada de The Catherine Show sería la última, Tate y la BBC no habían excluido la posibilidad de hacer futuros episodios. Así, hizo un episodio especial para la Navidad de 2007. Este episodio recibió críticas cuando 42 espectadores se quejaron por el gran número de tacos, y acusaron a Tate de intolerancia al describir a una familia de Irlanda del Norte como terroristas con regalos de Navidad que incluían una balaclava y un par de manoplas en referencia al Conflicto de Irlanda del Norte. Tras las quejas, un informe concluyó que el espectáculo no era ofensivo y no violaba las reglas de emisión. Un extracto del informe decía "Todo este episodio es típico de The Catherine Tate Show y no hubiera ido más allá de las expectativas de su audiencia habitual. Para aquellos no familiarizados con el programa, la información dada al principio fue la adecuada."
También fue nominada a cuatro premios BAFTA por The Catherine Tate Show, incluyendo mejor interpretación en comedia.
Tate regresaría a Doctor Who en 2008 para repetir el personaje de Donna Noble como la compañera del Doctor a lo largo de la cuarta temporada, emitida en BBC One desde el 5 de abril de 2008 durante 13 semanas. El productor Russell T Davies dijo, "Estamos encantados de que uno de los más grandes talentos británicos haya aceptado unirse a nosotros para la cuarta temporada." Tate añadió, "Estoy encantada de volver a Doctor Who. Tuve un gran impacto la pasada Navidad y quería volver a viajar por el espacio y el tiempo con ese hombre tan agradable de Gallifrey." En los TV Quick Awards de 2008, Tate fue votada mejor actriz por su papel en Doctor Who. Volvería a hacer el papel en el especial Navideño de dos partes titulado The End of Time, emitido durante la Navidad de 2009.
En 2008, interpretó a Michelle una profesora de matemáticas de 38 años promiscua, en Under the Blue Sky de David Elridge  en el Duke of York's Theatre, en Londres, junto a Francesca Annis y Nigel Lindsay. Tate se lesionó el tobillo durante los ensayos el 15 de julio, y asistió a las previews con la ayuda de una muleta.
El 11 de abril de 2009, el 26 de diciembre del mismo año, y el 30 de enero de 2010, Tate y David Tennant presentarían el programa de BBc Radio 2 de Jonathan Ross.
En 2009 hizo un spin off especial de su serie de televisión, aunque esta vez sólo protagonizado por 'Nan'. En el programa, Nan hacía de Scrooge, y era visitada por tres fantasmas, uno de ellos interpretado por David Tennant. El programa fue un especial de Navidad de un solo capítulo.
En 2010, Tate tomó parte en la Channel 4's Comdey Gala, un concierto benéfico realizado en ayuda del Great Ormond Street Hospital, grabado en directo en el O2 Arena en Londres el 30 de marzo.
Después participó en una serie de cortometrajes cómicos titulada Littel Crackers. Y también apareció como la Reina Isabelle de Lilliput en la película de 2010 de Los viajes de Gulliver.
El 18 de marzo de 2011,  el videoclip del nuevo sencillo de Take That "Happy Now" se estrenó en el Comic Relief de 2011. El video mostraba a los comediantes Catherine Tate, Alan Carr, James Corden, John Bishop y David Walliams en un casting para convertirse en una banda paródica de Take That llamada Fake That. El rodaje se hizo en los Ealing Studios el 17 de febrero de 2011.
Tate apareció junto a su excompañero David Tennant en la adaptación de la comedia de Shakespeare Mucho ruido y pocas nueces en el Wyndham Theatre de Londres del 16 de mayo hasta septiembre de 2011. Por su papel de Beatrice, Catherine ganó el Premio BroadwayWorld UK a la mejor actriz protagonista de teatro.
Al final de la séptima temporada de The Office, emitido el 19 de mayo de 2011, Tate apareció como actriz invitada interpretando a Nellie Bertram, un reemplazo potencial para el personaje de Michael Scott interpretado por Steve Carell.
El sábado 17 de diciembre de 2011, Tate presentó el segundo episodio de la serie de Channel 4 Laughing at the..., titulado "Catherine Tate: Laughing at the Noughties" - donde coincidió con Alan Carr, David Walliams, Noel Fielding, Rob Brydon y David Tennant y todos debatieron sobre los mejores momentos de comedia de la década de los dosmiles.
En enero de 2012, Tate regresó a The Office para la octava temporada, repitiendo el personaje de Nellie, que fue contratada como "manager de proyectos especiales equivocados". Seguiría en el papel en la novena temporada.

## Vida privada
La antigua pareja de Tate es el mánager teatral Twig Clark. Tienen una hija, Erin, nacida en Londres en enero de 2003, tras una cesárea de emergencia. La familia tenía una casa en Richmond-upon-Thames, en Londres. Tenían un gato y un perro, este último regalado por Jonathan Ross. Tate y Clark se separaron en el verano de 2011. Desde entonces, Tate ha tenido citas reconocidas con Jason Orange de Take That.
Tate apoya desde agosto de 2006 a la organización de Laura Crane contra el cáncer juvenil. En 2011 tomó parte en el calendario benéfico de la organización.
Tate sufrió una depresión postparto, de la cual sólo pudo recuperarse tras hacer la segunda temporada de The Catherine Tate Show. También sufre ocasionalmente ataques de pánico. Respecto a su descripción personal, Tate ha dicho "Soy una persona increíblemente negativa, así que cualquier forma de éxito sólo va a ser un alivio para mí, haciendo que vuelva a sentirme de forma neutral."

## Premios y nominaciones
Todos por su trabajo en The Catherine Tate Show a menos que se especifique otra cosa:

### Premios
- 2004: British Comedy Award — Mejor Comedia Revelación
- 2006: RTS Television Award — Mejor Interpretación Cómica
- 2006: British Comedy Award – Mejor actriz cómica de televisión
- 2007: National Television Awards — Programa de Comedia más Popular
- 2008: TV Quick Award — Mejor actriz de serie dramática (por Doctor Who)[49]

### Nominaciones
- 2004: British Comedy Award – Mejor actriz cómica de televisión
- 2005: British Comedy Award – Mejor actriz cómica de televisión
- 2005: British Comedy Award – People's Choice Award (consiguió muchos votos pero no recibió el premio)[50][51]
- 2005: International Emmy — Best Performance by an Actress[52]
- 2005: BAFTA TV Award — Mejor escritora revelación
- 2005: BAFTA TV Award – Premio a Programa o serie cómica
- 2006: BAFTA TV Award – Mejor interpretación cómica
- 2007: BAFTA TV Award – Mejor programa de comedia
- 2008: Nickelodeon's UK Kids Choice Awards 2008 – Persona más graciosa
- 2008: Nickelodeon's UK Kids Choice Awards 2008 – Mejor actriz de televisión (por Doctor Who)
- 2008: National Television Award – Interpretación dramática excepcional (por Doctor Who)
- 2011: BAFTA TV Award – Catherine Tate's Little Cracker

## Filmografía

### Televisión y cine
| Año                      | Título                               | Papel                   | Notas                                                                                |
| ------------------------ | ------------------------------------ | ----------------------- | ------------------------------------------------------------------------------------ |
| 1990                     | Surgical Spirit                      | Novia de Son            |                                                                                      |
| 1993/94                  | The Bill                             | WDC Palmer/Karen Brogan |                                                                                      |
| 1994                     | Milner                               | Jesson's P.A.           |                                                                                      |
| 1994                     | Men Behaving Badly                   | Mujer joven             |                                                                                      |
| 1998–2002                | Big Train                            | varios papeles          |                                                                                      |
| 2000                     | That Peter Kay Thing                 |                         |                                                                                      |
| 2001                     | Attention Scum                       |                         |                                                                                      |
| 2002–2004                | Wild West                            | Angela Phillips         |                                                                                      |
| 2004–2007 2009           | The Catherine Tate Show              | varios papeles          |                                                                                      |
| 2005                     | Bleak House                          | Mrs Chadband            |                                                                                      |
| 2006                     | Love and Other Disasters             | Talullah Wentworth      |                                                                                      |
| 2006                     | Starter for 10                       | Julie Jackson           |                                                                                      |
| 2006                     | Sixty Six                            | Aunt Lila               |                                                                                      |
| 2006                     | Scenes of a Sexual Nature            | Sara                    |                                                                                      |
| 2005                     | Marple                               | Mitzi Kosinski          | "A Murder is Announced"                                                              |
| 2006 2008 2009-2010-2023 | Doctor Who                           | Donna Noble             | La novia fugitiva Temporada 4 completa El fin del tiempo                             |
| 2007                     | The Bad Mother's Handbook            | Karen                   |                                                                                      |
| 2007                     | Mrs Ratcliffe's Revolution           | Dorothy Ratcliffe       |                                                                                      |
| 2009                     | The Sunday Night Project             | Ella misma              | Presentadora invitada                                                                |
| 2009                     | The Justin Lee Collins Show          | Ella misma              | Invitada                                                                             |
| 2009                     | Genius                               | Ella misma              | Invitada                                                                             |
| 2009                     | Never Mind the Buzzcocks             | Ella misma              | Invitada                                                                             |
| 2010                     | Little Crackers                      | Josephine               | Cortometraje, primer papel de Tate en dirección                                      |
| 2010                     | Gulliver's Travels                   | Reina de Lilliput       |                                                                                      |
| 2011                     | Monte Carlo                          | Alicia                  |                                                                                      |
| 2011                     | The Itch of the Golden Nit           | Stella                  | Sólo voz                                                                             |
| 2011                     | A Quiet Word With ...                | Ella misma              | Invitada, temporada 2, episodio 3                                                    |
| 2011–2013                | The Office                           | Nellie Bertram          | Temporada 7 (1 Episodio) "Search Committee", Temporada 8 (10 episodios), Temporada 9 |
| 2011                     | Laughing at the...                   | Ella misma              | Catherine Tate: Laughing at the Noughties Presenter, season 1, episode 2             |
| 2014                     | Nativity 3: Dude, Where's My Donkey? | Sophie O'Donnell        |                                                                                      |
| 2017                     | Ducktales                            | Magica De Spell         | Voz. Episodios                                                                       |
| 2023                     | The Nan Movie                        | Joanie Taylor           |                                                                                      |

### Teatro
| Año       | Título                    | Papel         | Teatro/Compañía                     |
| --------- | ------------------------- | ------------- | ----------------------------------- |
| 1995      | The Way of the World      |               | Royal National Theatre              |
| 1996      | The Prince’s Play         | Barmaid       | Royal National Theatre              |
| 2000      | New Bits                  | Various roles | Edinburgh Festival                  |
| 2000      | A Servant to Two Masters  | Smeraldina    | Royal Shakespeare Company           |
| 2005      | Some Girls                | Sam           | Teatro Gielgud                      |
| 2005      | Royal Variety Performance | Lauren Cooper | Centro del Milenio de Gales         |
| 2006      | The Exonerated            | Sunny Jacobs  | Riverside Studios                   |
| 2008      | Under The Blue Sky        | Michelle      | Duke of York's Theatre              |
| 2010–2011 | Season's Greetings        | Belinda       | Royal National Theatre              |
| 2011      | Much Ado About Nothing    | Beatrice      | Wyndham's Theatre                   |
| 2011      | Sixty Six Books           | God           | Bush Theatre                        |
| 2012      | 24 Hour Plays             | Various       | American Airlines Theatre, Broadway |

### Audiodramas en radio y CD
| Año     | Título                | Papel        | Emisor      |
| ------- | --------------------- | ------------ | ----------- |
| 2008    | The Forever Trap      | Narradora    | BBC Audio   |
| 2009    | The Nemonite Invasion | Narradora    | BBC Audio   |
| 2009–10 | Jonathan Ross         | Presentadora | BBC Radio 2 |